# Vasilis Anastopoulos
Vasilis Anastopoulos (Grieks: Βασίλης Αναστόπουλος) (Megalopolis, 20 december 1975) is een Grieks wielerploegleider en voormalig wielrenner.

## Carrière
Hij werd in 2002 de eerste Griek met een profcontract door te tekenen bij Team Volksbank.
In 2010 was hij de coach van het Griekse Olympische wielerteam dat zich voorbereidde op de Olympische Zomerspelen van 2012. Vanaf 2015 tot 2019 had hij de rol van performance coach, waarbij hij zorgde voor de ontwikkeling van de renners, bij het Nederlandse team SEG Racing.

## Overwinningen
1995
2e etappe Ronde van Rhodos
1996
Anavasi Parnithas
1997
7e etappe Ronde van Turkije
1998
9e etappe Ronde van Griekenland
1e etappe Ronde van Joegoslavië
 Balkanees kampioen puntenkoers, Elite
1999
 Balkanees kampioen ploegenachtervolging, Elite (met Panagiotis Lekkas, Elpidoforos Potouridis en Ioannis Tamouridis)
Grieks kampioen puntenkoers, Elite
2000
3 etappes Ronde van Achaea
Eindklassement Ronde van Achaea
2 etappes Ronde van Lesbos
Eindklassement Ronde van Lesbos
Grieks kampioen op de weg, Elite
Sacrifice Race
2001
Grieks kampioen op de weg, Elite
Grieks kampioen tijdrijden, Elite
2002
1 etappe Ronde van Achaea
3e etappe Ronde van Rhodos
3e en 6e etappe Ronde van Griekenland
 Balkanees kampioen op de weg, Elite
2003
1e en 2e etappe Ronde van Achaea
Eindklassement Ronde van Achaea
2e etappe Ronde van Griekenland
Eindklassement Ronde van Griekenland
Flachgauer Radsporttage
2004
Grieks kampioen op de weg, Elite
2005
1e etappe deel A en B Ronde van Attiki
Eindklassement Ronde van Attiki
Grieks kampioen op de weg, Elite
2007
Sacrifice Race
2008
1e etappe deel B (ploegentijdrit) Sacrifice Race (met Alexandros Kokovikas, Ioannis Petrakopoulos, Konstantinos Rodopoulos en Dimitris Pappas)
4e etappe Kazantziaka